# Geelkeelbuulbuul
De geelkeelbuulbuul, oude naam geelkraagbuulbuul (Atimastillas flavicollis, synoniem: Chlorocichla flavicollis) is een zangvogel uit de familie Pycnonotidae (buulbuuls). Eerder werd de bleekkeelbuulbuul (A. flavigula) beschouwd als een ondersoort van deze vogel.

## Kenmerken
De geelkeelbuulbuul is 25 cm lang. Het is een overwegend olijfbruin gekleurde buulbuul, van boven donkerder dan op de buik en borst. Zeer opvallend is een duidelijk afgegrensde heldergele vlek op de keel. De snavel is donkergrijs en de iris is grijs tot licht roodbruin, bij het vrouwtje iets lichter.

## Verspreiding en leefgebied
De geelkeelbuulbuul komt voor van Senegal en Gambia tot het noorden van Kameroen en het noordwesten van de Centraal Afrikaanse Republiek. Deze vogel leeft in gebieden met dicht struikgewas, bijvoorbeeld langs waterlopen, maar ook aan de rand van bossen.

## Status
De geelkeelbuulbuul heeft een groot verspreidingsgebied waardoor de kans op de status kwetsbaar (voor uitsterven) uiterst gering is. De grootte van de populatie is niet gekwantificeerd, maar de vogel is plaatselijk algemeen, daarom staat deze buulbuul als niet bedreigd op de Rode Lijst van de IUCN.